# Alloxantha seidlitzi
Alloxantha seidlitzi es una especie de coleóptero de la familia Oedemeridae.

## Distribución geográfica
Habita en las islas Canarias (España)